# 습유 와카집

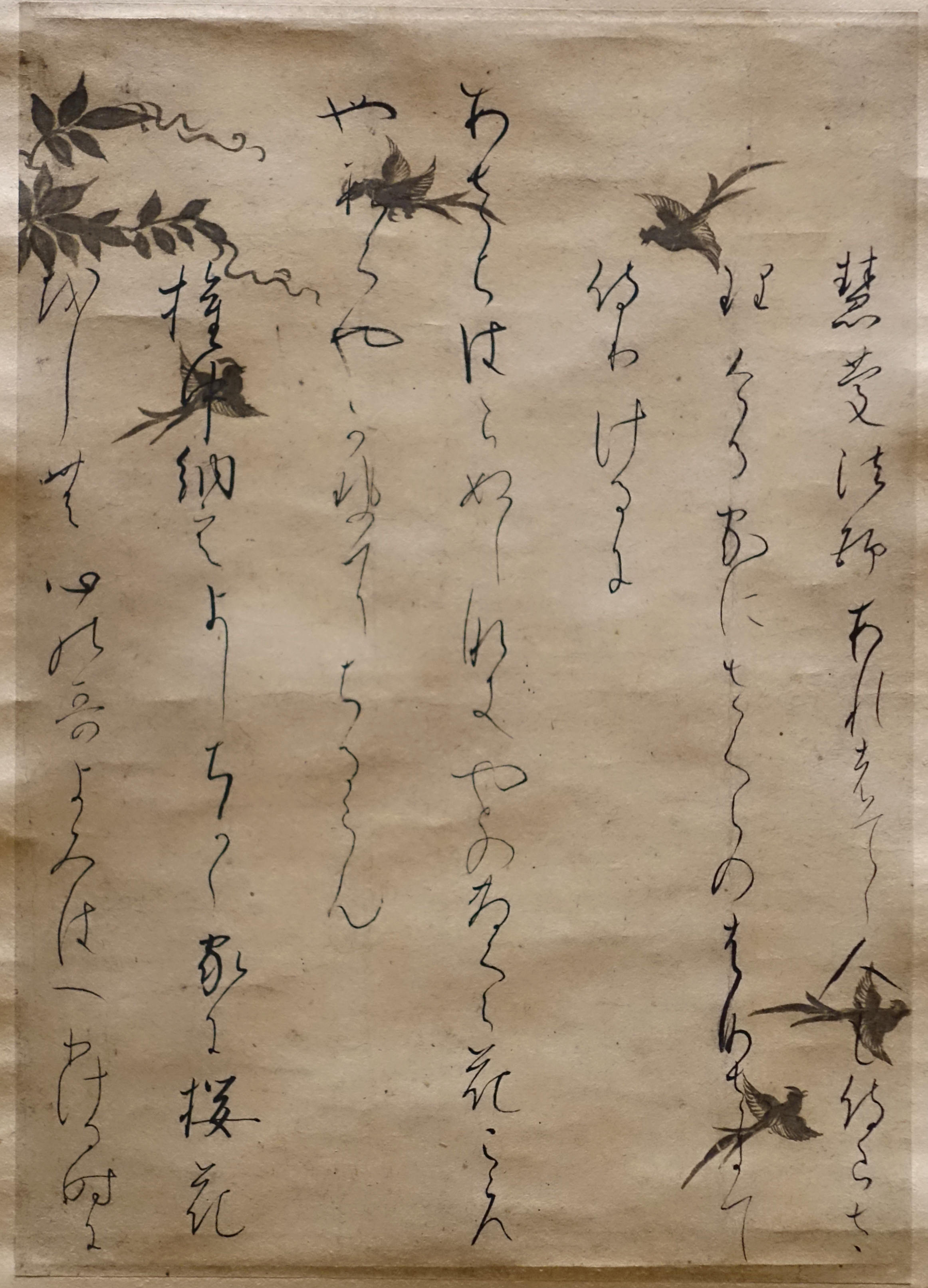

《습유와카집》(拾遺和歌集, 슈이와카슈)은 일본 헤이안 시대의 세 번째 칙찬 와카집이다. ≪고금와카집≫, ≪후찬와카집≫을 이어받아, 새로운 와카적 방법을 모색해 중세 와카로 연결하는 과도기적 작품들이 실려 있다. 한문이 아니라 일본 고유의 문자인 가나로 노래한 와카가 귀족 사회의 문화로 정착하는 모습에서 중국 문학의 영향에서 벗어나 독자적인 문화를 꽃피우기 시작한 일본의 국풍 시대를 엿볼 수 있다.

## 배경
이치조(一条) 임금의 치세(10세기경)는 와카에 대한 이전까지의 헤이안 귀족들의 인식이 조금씩 변화해 간 시기다. 이전까지 헤이안 궁중을 석권하던 중국과 한문학 존중의 의식은 견당사(遣唐使) 폐지와 더불어 점차로 옅어지고 특히 ≪겐지 모노가타리(源氏物語)≫나 ≪베갯머리 서책(枕草子, 마쿠라노소시)≫ 같은 가나를 사용한 여성들을 중심으로 한 여방(女房 : 궁중에서 왕비들을 모시며, 시녀 겸 교육자의 역할을 담당했던 여성 관리) 문학의 발전은 이러한 문화적 변화를 가속화하는 결과로 이어졌다. 더 나아가 이러한 변화의 파도는 여성뿐만 아니라, 오로지 한문학만을 숭상하던 남성 귀족들 사이에서도 현저해지기 시작했고 사적 영역에 머물러 있던 일본의 가나 문학이 남성을 중심으로 한 공적 영역으로 확대되어 가는 결과로 이어졌다. 이처럼 중국 문화의 영향에서 벗어나 일본의 독자적인 문화로 눈을 돌리던 당시의 문화적 변화의 흐름을 국풍 문화(国風文化)라고 칭한다.
이러한 변화는 와카 문학에서도 확인해 볼 수 있다. ≪습유와카집≫ 이전까지 와카는 ≪고금와카집(古今和歌集)≫, ≪후찬와카집(後撰和歌集)≫의 선자 기노 쓰라유키(紀貫之)나 오시코치노 미쓰네(凡河内躬恒), 오나카토미노 요시노부(大中臣能宣) 등 낮은 신분의 전문 가인들을 중심으로 한 기예 정도의 인식에 머물러 있었다. 물론 신분이 높은 귀족들 사이에서도 와카를 즐기는 이들이 많았지만, 이는 어디까지나 취미의 영역을 벗어나는 것은 아니었다. 10세기경까지 상류 귀족들 사이에서 와카를 읊는 것은 그다지 사회적으로 내세울 만한 일이 아니었던 것이다. 하지만 이치조 조정의 후반에 접어들자, 후지와라노 긴토(藤原公任)와 같은 상류 귀족들이 전문적인 와카 제작의 전면에 나서면서 점차로 상류 귀족들 사이에서 와카가 가지는 사적, 공적인 역할이 확대되어 가기 시작했다. 귀족들 사이에서 와카는 우아하고 미려한 소통의 수단이자, 자신의 문화적 소양을 인정받기 위한 중요한 예술적 작업으로 인식되어 간 것이다. 이러한 흐름 속에서 전대의 ≪고금와카집≫, ≪후찬와카집≫에 이어 세 번째 칙찬 와카집인 ≪습유와카집≫이 편찬되게 되었다.
≪습유와카집≫은 ≪고금와카집≫, ≪후찬와카집≫ 시대의 와카를 많은 부분 수용하고 있으면서도, 그 와카 양식에 정주하지 않고, 새로운 와카적 방법을 모색하려 했던 당시의 변화를 반영한 작품이라 할 수 있다. ≪습유와카집≫은 고대의 와카를 계승하면서도 이후 중세 와카로 이어지는 변화의 맹아를 품은 과도기적 작품이라 평할 수 있다.